# Etere dimetilico
L'etere dimetilico o dimetil etere (spesso indicato con la sigla DME), o anche metossimetano è un composto organico con formula di struttura CH3OCH3 (spesso abbreviata Me2O) ed è un isomero dell'alcool etilico. Rappresenta l'etere alifatico più semplice, è un gas incolore dal tenue odore etereo, estremamente infiammabile. La molecola è leggermente più polare (μ = 1,30 D) dell'etere dietilico (μ = 1,15 D). È il precursore dell'utile agente metilante trimetilossonio tetrafluoborato. Viene utilizzato come reagente in sintesi organica e come propellente per aerosol, ha volatilità simile a quelle del GPL (ma ha potere calorifico solo il 60% circa del GPL) e potrebbe sostituirlo in diversi impieghi (per esempio, quello domestico), mentre in altri potrebbe sfruttarne la rete di distribuzione preesistente. 
L'interesse per l'impiego come combustibile alternativo per diversi usi è molto recente, ed allo stato attuale è motivato principalmente dall'economicità e praticabilità su larga scala della sintesi indiretta dal gas naturale, specialmente laddove esso è disponibile a basso costo, ma non esistono mercati abbastanza vicini da motivare l'installazione della tipica industria del gas naturale. In questo caso risulta vantaggioso convertire chimicamente il gas in dei liquidi facilmente trasportabili piuttosto che liquefarlo.
Come per il GPL, la movimentazione del DME tramite bombole lo rende particolarmente interessante per un impiego in paesi in via di sviluppo, dove non esiste una rete di distribuzione adeguata. In seguito a combustione, l'etere dimetilico produce quantità minime di NOx e CO, con una formazione molto bassa di idrocarburi e bassissima di fuliggine. Può essere utilizzato come combustibile pulito bruciandolo in appositi motori ottimizzati.

## Produzione
La produzione mondiale di DME si aggira sulle 5 milioni di tonnellate all'anno.
Se fino alla fine degli anni sessanta del XX secolo era ottenuto come sottoprodotto della produzione di metanolo ad alta temperatura (coproduzione), attualmente si realizza con processi di sintesi basati sulla disidratazione del metanolo, reazione altamente selettiva:
2 CH3OH → CH3OCH3 + H2O
I modelli cinetici più utilizzati sono basati sul meccanismo di Langmuir-Hinshelwood; si ritiene che la reazione tra due molecole di metanolo una volta adsorbite dal catalizzatore costituisca lo stadio lento limitante.
Il catalizzatore di questa reazione deve avere funzione acida: i più diffusi sono quelli a base di allumina o di silicato di alluminio, ma si possono anche usare per esempio cloruro di ferro, solfato di rame, cloruro di alluminio, fosfato di alluminio. L'acidità dev'essere sufficiente ad assicurare un'elevata attività chimica, ma non tale da portare ad una formazione troppo rapida di coke che disattiva il catalizzatore.
In particolare è nettamente dominante la sintesi indiretta, dato che è relativamente più semplice e i costi di avviamento sono relativamente bassi. La sintesi indiretta consiste in queste unità in ordine: preparazione del gas di sintesi, sintesi diretta del metanolo, sua distillazione, sua disidratazione chimica in DME, distillazione del DME.
Con questo processo già nel 1985 sono state prodotte circa 50.000 tonnellate di etere dimetilico in Europa occidentale. Sta guadagnando però progressivamente terreno l'idea che si può migliorare nettamente l'economia su larga scala e l'efficienza rendendo parallele la sintesi e la disidratazione del metanolo, cioè realizzandole in un unico reattore: questo processo viene chiamato sintesi combinata. Siccome anche nella sintesi combinata il metanolo costituisce il precursore, non è corretto indicarla come sintesi diretta come talvolta viene fatto, e comunque la tecnologia di preparazione del gas di sintesi anche per la sintesi combinata del DME è identica a quella della sintesi del metanolo.
Nel 2017 è stata dimostrata la possibilità di produrre DME da metanolo in fase liquida sottoposto ad un campo elettrico.

### Sintesi indiretta
Come già detto la sintesi indiretta si innesta sulla sintesi diretta del metanolo: le tre unità che verranno descritte in questa voce sono solo quelle caratteristiche della sintesi indiretta del DME, quindi in ordine quelle di distillazione preliminare e disidratazione del metanolo, e quella di distillazione finale del DME, in quanto le unità fino alla sintesi del metanolo sono identiche a quelle della produzione diretta del metanolo. Per la loro descrizione si rinvia quindi alla voce metanolo.
Qui basta ricordare che il metanolo viene sua volta ottenuto da gas di sintesi con un catalizzatore solitamente a base di rame. Il gas di sintesi può a sua volta derivare per esempio dal carbone o biomassa attraverso gassificazione, o dal gas naturale attraverso reforming.

#### Distillazione del metanolo
Il metanolo grezzo di sintesi solitamente deve innanzitutto essere distillato per rimuovere le impurità pesanti (in particolare cere e alcol più pesanti del propanolo), attraverso un evaporatore. Quindi può essere inviato al reattore di disidratazione. Eventuale etanolo formato come sottoprodotto nella sintesi del metanolo reagisce in modo simile formando primariamente etere metilico. Anche questo è un eccellente combustibile diesel, perciò la sua formazione non è considerata uno svantaggio. D'altra parte propanolo e alcol ancora più pesanti formano preferenzialmente olefine, il cui punto di ebollizione è sì simile a quello del DME, ma sono considerati combustibili diesel meno ottimali. Ad esempio l'unità di distillazione può comprendere tre colonne: una colonna di desorbimento delle olefine, uno splitter DME/metanolo e una colonna delle acque reflue. Nell'ultima l'acqua prodotta nel reattore di disidratazione viene separato dal metanolo residuo che viene fatto ricircolare dentro quest'ultimo per raggiungere una conversione del metanolo praticamente completa.

#### Disidratazione del metanolo
Il reattore di disidratazione può essere di tipo adiabatico a letto fisso, oppure a fascio tubiero raffreddato ad olio. La pressione di disidratazione è solitamente compresa tra 1,5 e 2 MPa. Il reattore dell'impianto a sintesi indiretta di Piteå usa per esempio come catalizzatore DK-500 (allumina attivata).

#### Distillazione dell'etere
Il DME viene separato in una colonna di distillazione, con prodotto di fondo costituito da una miscela tra acqua formatasi nella disidratazione e metanolo residuo. L'acqua reflua deve essere quindi distillata in una seconda colonna dal metanolo che può essere riciclato al reattore di distillazione.

### Sintesi combinata
In alternativa, l'etere dimetilico può essere prodotto attraverso la sintesi combinata realizzando sia la sintesi del metanolo che la disidratazione all'interno della stessa unità di processo, senza isolamento e distillazione del metanolo. Per aumentare la conversione per passaggio le reazioni devono avvenire a pressione di 10 MPa, e conviene refrigerare la soluzione DME-metanolo effluente fino a consentire il recupero della DME in fase liquida. 
I catalizzatori a doppia funzione complicano lo scenario cinetico favorendo oltre alla sintesi semplicedel metanolo:
CO2 + 2H2 → CH3OH
e alla sua disidratazione, anche altre due reazioni all'equilibrio:
CO2 + 3H2 → CH3OH + H2O
CO2 + H2 → CO + H2O
Ci sono fondamentalmente due varianti della sintesi combinata: il reattore a fase gassosa e il reattore a letto slurry.
Nella variante in fase gas un catalizzatore tradizionale per la sintesi del metanolo (Cu/Zn/Al2O3) è combinato con una funzione acida, per esempio a base di allumina con promotori o zeolite, oppure anche Silicoalluminofosfati (SAPO).
Nella versione a letto slurry, spesso si utilizzano più catalizzatori, per esempio allumina o fosfato di alluminio con un tradizionale catalizzatore per metanolo in polvere, che dalle sperimentazioni pare ottimale rispetto ai setacci molecolari.

### Altri metodi
Esistono poi alcuni processi a due stadi in fase sperimentale che saltano il passaggio attraverso metanolo producendo direttamente l'etere dimetilico dal gas di sintesi, chiamato STD (Syngas-to-DME). Rimane ancora in fase di sviluppo un processo diretto in fase liquida.

## Trasporto
Il DME può essere trasportato con le stesse apparecchiature e le stesse precauzioni impiegate per il GPL. Le modifiche principali riguardano in generale il tipo di giunti e di guarnizioni dato il diverso potere solvente delle due sostanze. Tenendo conto della minore densità energetica, sarebbe più conveniente trasportarlo in navi apposite, da circa 70.000 tonnellate, piuttosto che convertire delle navi per il GPL.

## Utilizzi
Il maggiore utilizzo prospettato per l'etere dimetilico è come combustibile utilizzato in sostituzione del GPL in ambito domestico e industriale. L'etere dimetilico ha altre due principali applicazioni: come propellente nelle bombolette spray e come precursore nella sintesi del dimetilsolfato. L'etere dimetilico è sfruttato come solvente poco polare.
Può essere utilizzato anche come fluido refrigerante. Nel suo impiego come refrigerante è indicato come R-E170 secondo il sistema di nomenclatura ASHRAE dei refrigeranti.

### Sintesi organica
Diverse migliaia di tonnellate di etere dimetilico sono consumate annualmente per la produzione dell'agente metilante dimetilsolfato, processo che sfrutta la seguente reazione con triossido di zolfo:
CH3OCH3 + SO3 → (CH3O)2SO2
L'etere dimetilico può anche essere convertito in acido acetico utilizzando la tecnologia della carbonilazione legata al processo Monsanto:
(CH3)2O + 2 CO + H2O → 2 CH3CO2H

### Combustibile
L'etere dimetilico è un combustibile promettente per motori Diesel, Otto (diluendo il GPL in miscela col 30% di DME), e turbine a gas grazie al suo elevato numero di cetano, che è compreso tra 55 e 60, in confronto ai valori di 40–53 del gasolio. Sono necessarie solamente piccole modifiche per convertire un motore Diesel a un motore in grado di bruciare etere dimetilico. La semplicità della struttura di questo composto organico a catena corta produce una combustione con emissioni molto basse di particolato, NOx e CO. Per queste ragioni, così come per la mancanza di zolfo, l'etere dimetilico soddisfa persino le normative più stringenti sulle emissioni in Europa, Stati Uniti e Giappone.
L'etere dimetilico può essere prodotto anche a partire da liquore nero di cartiera o direttamente da biomassa lignocellulosica: in questo contesto, che sta assumendo crescente interesse internazionale soprattutto dopo l'esperienza svedese dell'impianto CHEMREC integrato con la cartiera di Piteå, il DME rappresenta un biocombustibile (BioDME) di seconda generazione.